# Борзенко, Сергей Александрович (футболист)
Серге́й Алекса́ндрович Борзе́нко (укр. Сергій Олександрович Борзенко; род. 22 июня 1986, Комсомольское, Харьковская область) — украинский футболист, защитник

## Биография
Сергей Борзенко родился в пгт. Комсомольское (Харьковская область). Воспитанник ДЮФК «Арсенал» города Харькова. Первый тренер — Игорь Петринчук. Профессиональную карьеру начал в харьковском «Арсенале» во второй лиге, где его тренером был Игорь Рахаев. За этот коллектив Борзенко сыграл более 100 матчей. После непродолжительного периода в «Полтаве», по приглашению Сергея Кандаурова, с которым футболист ранее работал в «Арсенале», перешёл в другую харьковскую команду — «Гелиос». В период с 2009 по 2013 год Борзенко успел провести за эту команду почти 140 матчей, забить 13 мячей и выводить «Гелиос» на поле с капитанской повязкой.
После ухода из харьковского клуба, футболист сыграл за армянский «Титан» 8 матчей в весенней части сезона 2013/14 годов, но после распада крымского коллектива вновь остался без клуба. Летом 2014 года заключил контракт со второлиговым «Кремнем». За эту команду сыграл в сезоне 2014/15 годов 31 матч, включая 2 в Кубке Украины и 2 в Плей-офф за место в первой лиге против «Николаева».
Следующим летом 29-летнего защитника Роман Санжар пригласил на просмотр в донецкий «Олимпик», после чего Борзенко заключил с этим клубом двухлетний контракт. В Премьер-лиге опытный футболист впервые сыграл 18 июля 2015 года в игре против одесского «Черноморца». В дебютном матче Борзенко отличился забитым голом.
19 июня 2016 года стал игроком ровенского «Вереса».